# Sunny Skylar
Sunny Skylar, geboren als Selig Shaftel (Brooklyn, 11 oktober 1913 – Las Vegas, 2 februari 2009), was een Amerikaanse componist, zanger, tekstschrijver en muziekuitgever.
Als zanger trad hij op met een aantal bigbands, waaronder die van Ben Bernie, Paul Whiteman, Abe Lyman, George Hall en Vincent Lopez. Het was Lopez die zijn artiestennaam veranderde van Sonny Schuyler in Sunny Skylar. Na het bigbandtijdperk zong Skylar tot 1952 verder in nachtclubs en theaters.

## Lijst van composities
hier volgt een onvolledige lijst van zijn composities:
- Amor
- And So to Sleep Again
- Atlanta, G.A.
- Bésame mucho
- Don't Wait Too Long
- Gotta Be This or That
- Hair of Gold, Eyes of Blue
- Louisville, K.Y.
- Love Me with All Your Heart
- Where There's Smoke, There's Fire
- You're Breaking My Heart
- If You Loved Me (Engelse versie van Polnareffs 'Ame Caline')

- Bibsys: 98072867
- Biblioteca Nacional de España: XX924481
- Bibliothèque nationale de France: cb148432753 (data)
- Catàleg d'autoritats de noms i títols de Catalunya: 981058612759506706
- Gemeinsame Normdatei: 1160193886
- International Standard Name Identifier: 0000 0000 5954 5882
- Library of Congress Control Number: no2002028606
- Nationale Bibliotheek van Letland: 000069065
- MusicBrainz: cace4f50-6af8-4edc-8ea1-1bab8cb18570
- Bibliotheek van het Japanse parlement: 001152317
- Nationale Bibliotheek van Tsjechië: mzk2014817489
- Nationale bibliotheek van Australië: 49284057
- Nationale Bibliotheek van Israël: 987012338276905171
- Nationale en Universitaire bibliotheek Zagreb: 000772569
- Nederlandse Thesaurus van Auteursnamen: 183591801
- Réseau des bibliothèques de Suisse occidentale: 02-A023571263
- SNAC: w6qg7jdt
- Système universitaire de documentation: 156479524
- Trove: 1489986
- Virtual International Authority File: 44569074
- WorldCat: E39PBJtxfpbJgqtXVfQ6pc7T73